# 1516 en arts plastiques
| Années des arts plastiques : 1513 - 1514 - 1515 - 1516 - 1517 - 1518 - 1519    |
| Décennies des arts plastiques : 1480 - 1490 - 1500 - 1510 - 1520 - 1530 - 1540 |

Cette page concerne l'année 1516 en arts plastiques.

## Œuvres
- La Madone à l'œillet de Dürer

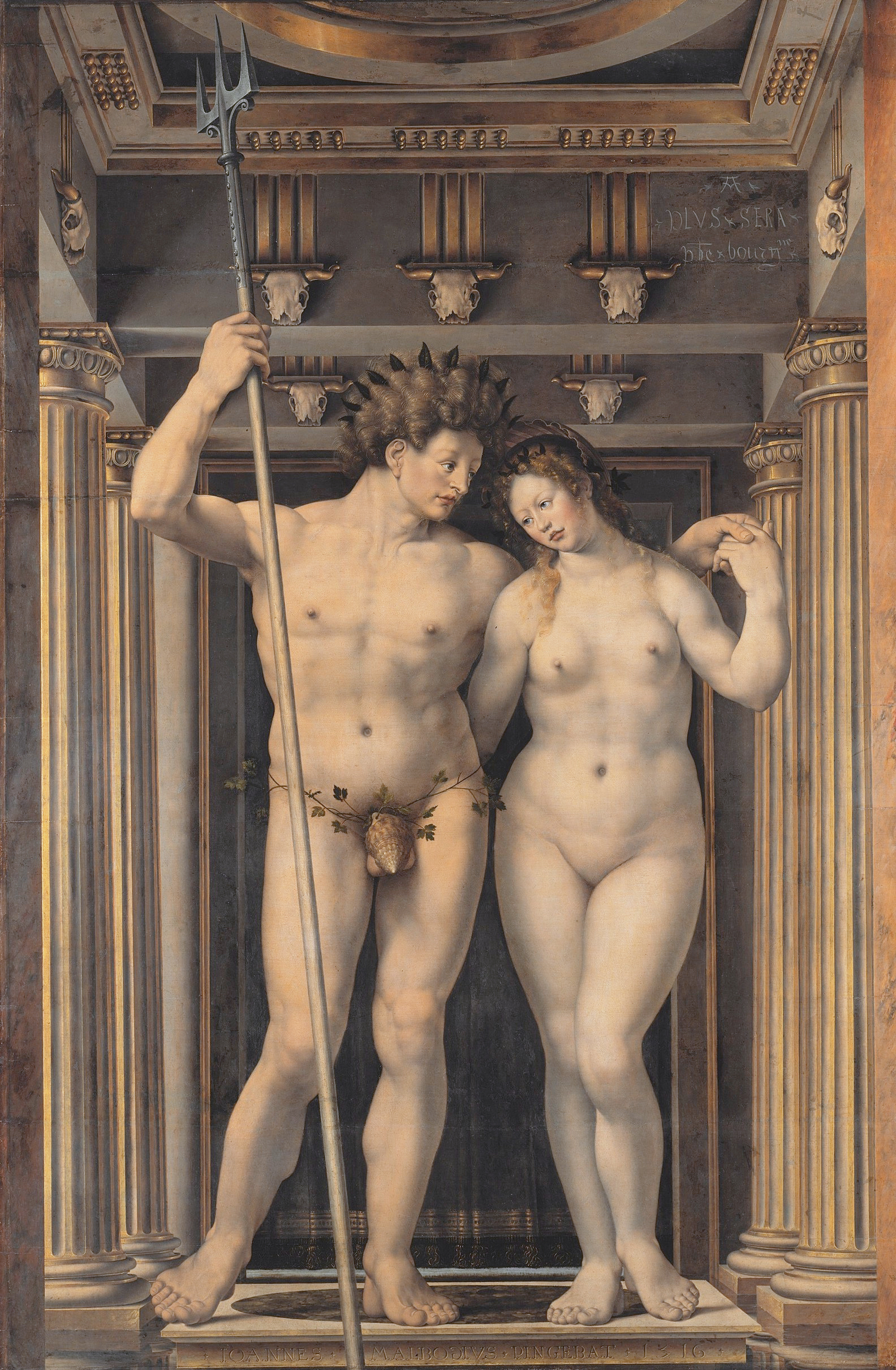
Neptune et Amphitrite, toile de Jan Gossaert.

- Double Portrait d'Andrea Navagero et Agostino Beazzano de Raphaël

## Naissances
- ? :
  - Antonio Bernieri, peintre italien  († 1565),
  - Hans Mielich, peintre et dessinateur allemand († 10 mars 1573),
  - Domenico Riccio, peintre maniériste italien († 1567),
  - Diego de Urbina, peintre espagnol († vers 1594),
- Vers 1516 :
  - Luzio Dolci, peintre maniériste italien († 1591).
  - Giustino Salvolini, peintre maniériste italien († 16 avril 1609),
  - Juan de Villoldo, peintre espagnol († 1562),

## Décès
- 1er juin : Biagio di Antonio Tucci, peintre italien (° 1446),
- ? août : obsèques de Jérôme Bosch (Jeoren Anthoniszoon van Aeken), peintre flamand (° vers 1450),
- 29 novembre : Giovanni Bellini, peintre italien (° entre 1425 et 1433),
- ? :
  - Baldassarre Carrari le Jeune, peintre italien (° 1460),
  - Bernardino Fungai, peintre italien de l'école siennoise (° 1460).